# Хю Сесил
Хю Ричард Хийткоут Гаскойн-Сесил (на английски: Hugh Richard Heathcote Gascoyne-Cecil) е английски политик от Консервативната партия.
Роден е на 14 октомври 1869 година в Хартфордшър в семейството на политика и бъдещ министър-председател Робърт Гаскойн-Сесил. През 1891 година завършва история в Оксфордския университет, където преподава до 1936 година, след което до 1944 година ръководи Итън Колидж. През 1895 – 1906 и 1910 – 1937 година е депутат и сред активните фигури на Консервативната пратия в парламента, а през 1941 година получава титлата барон Куиксууд и място в Камарата на лордовете.
Хю Сесил умира на 10 декември 1956 година в Съсекс.